# Distretto di Nam Yuen
Il distretto di Nam Yuen (in thailandese: น้ำยืน) è un distretto (amphoe) della Thailandia, situato nella provincia di Ubon Ratchathani.